# Distenia rufipes
Distenia rufipes là một loài bọ cánh cứng trong họ Cerambycidae.